# Kościół św. Wawrzyńca w Korytnicy
Kościół świętego Wawrzyńca – rzymskokatolicki kościół parafialny należący do parafii pod tym samym wezwaniem (dekanat Węgrów diecezji drohiczyńskiej)

## Historia
Obecna murowana świątynia została wzniesiona w latach 1875–1880, według projektu architekta Bolesława Pawła Podczaszyńskiego i architekta Bronisława Brodzic-Żochowskiego, dzięki staraniom kanonika kolegiaty kaliskiej księdza Jana Radomyskiego, proboszcza w Korytnicy. Kierownikiem prac budowlanych był majster murarski Paweł Jakobi z Białegostoku.
Kościół został konsekrowany w XVII niedzielę po Zesłaniu Ducha Świętego, czyli w dniu 12 września 1880 roku przez księdza arcybiskupa Wincentego Teofila Chościaka-Popiela, biskupa kujawsko-kaliskiego, brata Wacława Chościaka Popiela z Turny, który pełnił funkcję przewodniczącego komitetu budowy świątyni (od 1876 roku; w 1895 roku została ufundowana przez niego ambona). Członkiem Komitetu Budowy i wielkim dobrodziejem był także znany pisarz i działacz rolny Tymoteusz Łuniewski herbu Łukocz oraz jego małżonka Maria Izabela z Boglewskich – właściciele Korytnicy w latach 1874–1902. 
W jubileuszowym roku 1900 została zbudowana wieża razem z kaplicą Matki Bożej Nieustającej Pomocy – kosztem parafian i dzięki staraniom księdza prałata Ignacego Jasińskiego, proboszcza w Korytnicy. Do kolatorów tej świątyni od 1902 roku należał także kolejny właściciel majątku Korytnica Teodor Holder-Egger (1852–1929) i jego małżonka Maria ze Szretterów, posłanka na Sejm RP i znana działaczka Związku Ludowo-Narodowego.
Podczas I wojny światowej na początku sierpnia 1915 roku wycofujące się wojska rosyjskie zabrały z wieży świątyni cztery dzwony. W czasie II wojny światowej w nocy z 10 na 11 sierpnia 1944 roku wieża świątyni została zaminowana i wysadzona w powietrze przez wojska niemieckie, a razem z nią kaplica Matki Bożej. Zostały zniszczone wtedy szyby i dach świątyni. Żołnierze niemieccy dokonali również grabieży w świątyni. Pierwsza odbudowa ze zniszczeń została podjęta przez księdza Teodora Jastrzębskiego, proboszcza w Korytnicy. W 1960 roku ksiądz Jan Kurowski, ówczesny administrator, odbudował wieżę i kaplicę. 
W 1990 roku – dzięki staraniom księdza Czesława Mazurka – zostały zainstalowane nowe 25-głosowe organy, które zostały wykonane przez Mariana Nawrota z Wronek.